# リメンブランス・デー

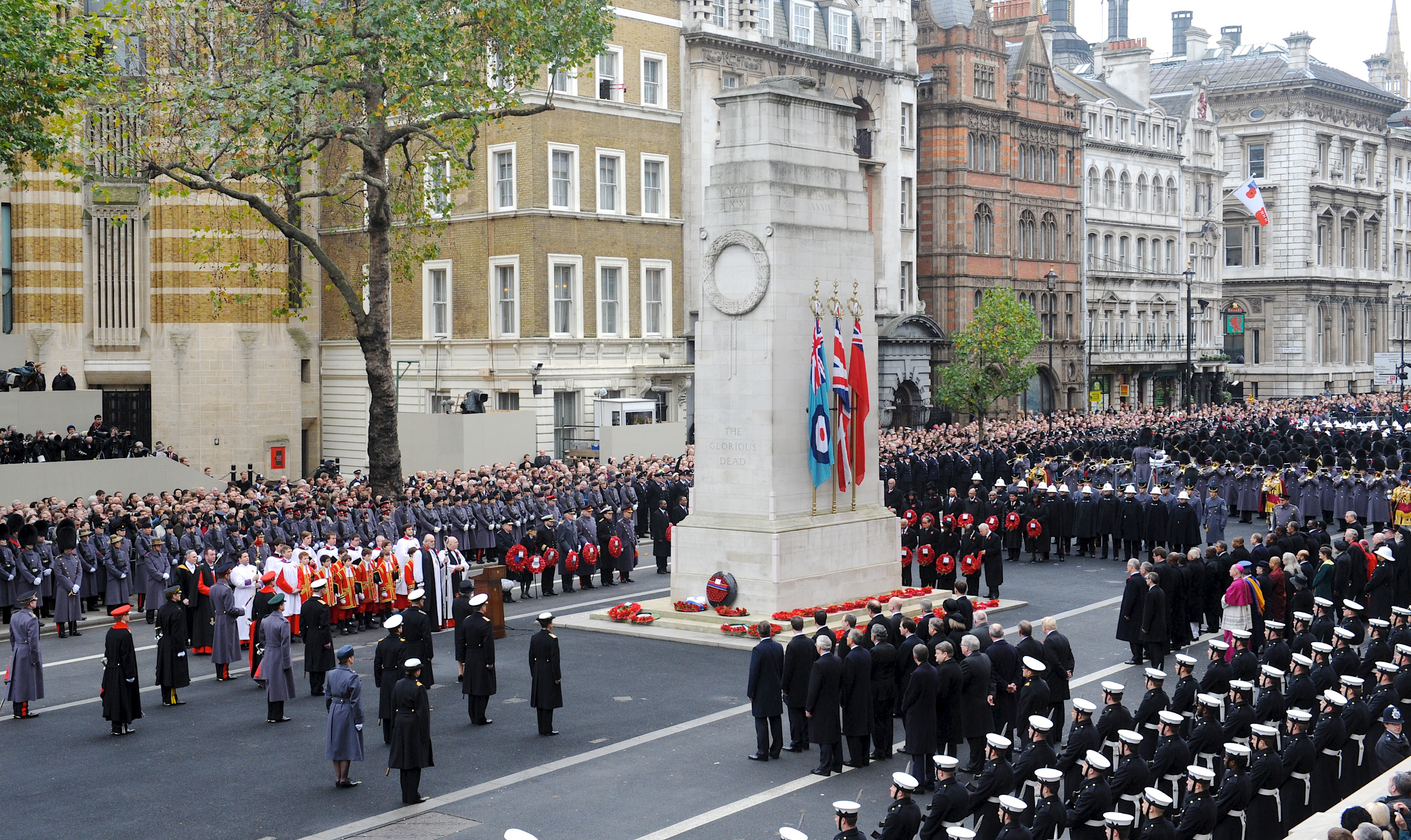
2010年のロンドンでの11月11日の戦没者追悼記念式典。11時までにセノタフ（慰霊碑）に女王が献花し、11時にはビッグ・ベンが鐘を鳴らして黙祷を開始。2分後に弔砲によって黙祷は終わる

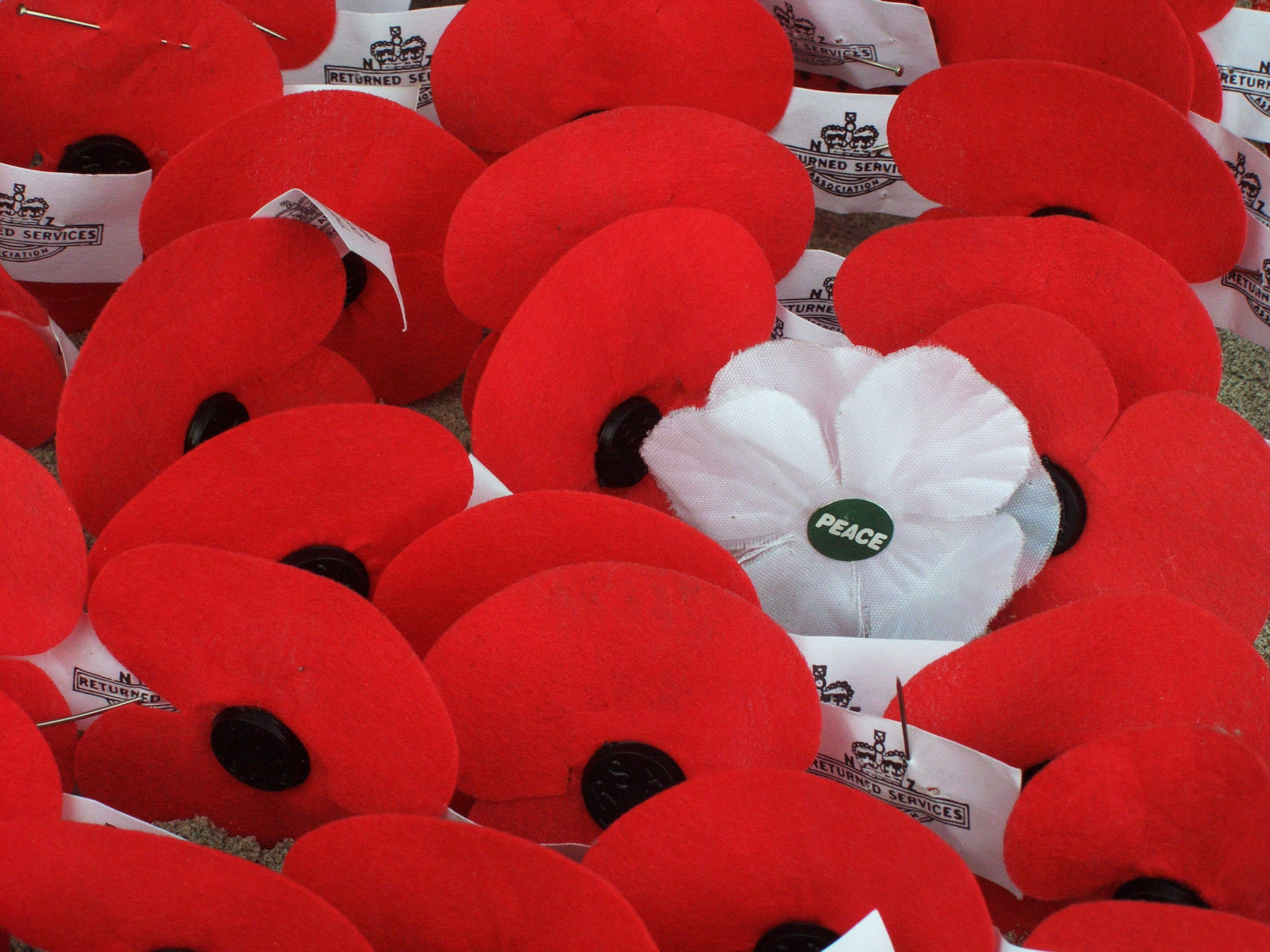
赤いリメンブランス・ポピーと、白いポピーの造花

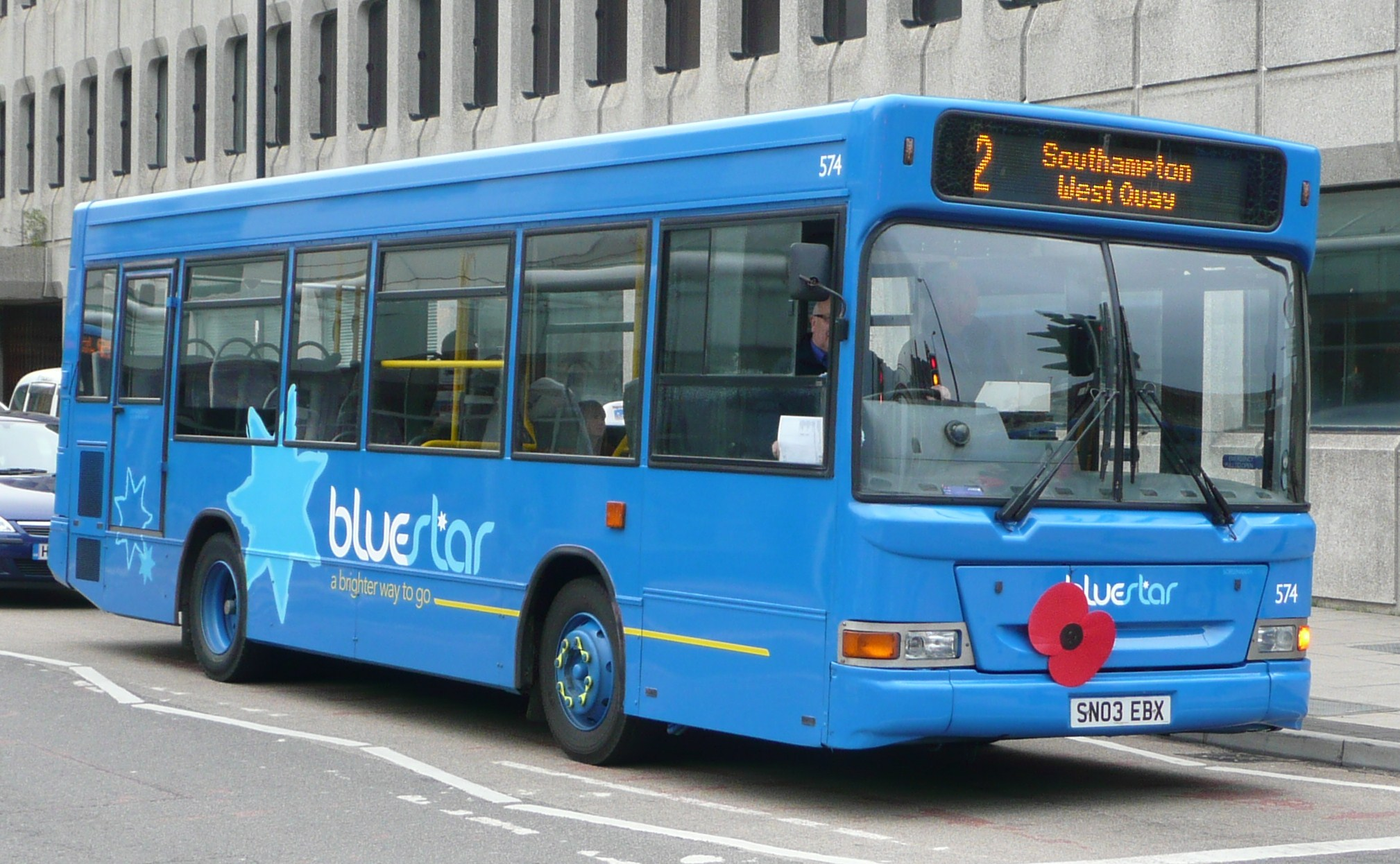
2008年の路線バス

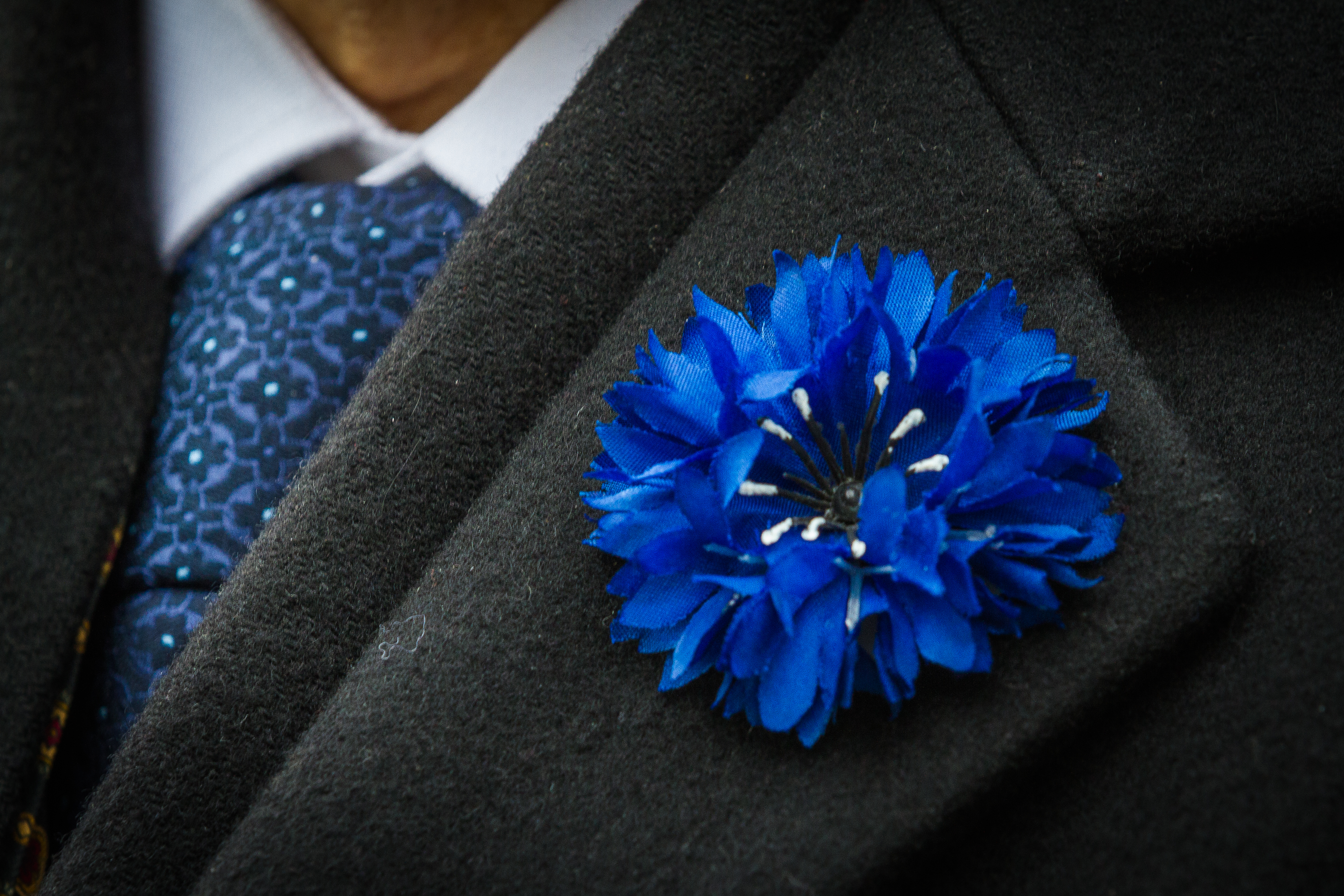
フランスの戦没者追悼記念日にフランスの矢車菊を身に着けている様子

リメンブランス・デーまたはリメンバランス・デー（英語: Remembrance Day、もしくはPoppy Day）は、1918年11月11日の第一次世界大戦終結を記念してイギリス国王ジョージ5世によって定められた記念日。

## 概要
当初は終戦1周年の1919年11月9日に慰霊式典が執り行われたが、のちに、1918年11月11日11時に第一次世界大戦の戦闘が終結した（この時刻をもって休戦協定が発効した。その経緯についてはドイツと連合国の休戦協定 (第一次世界大戦)を参照）ことから、11月11日に改められた。イギリス連邦諸国では、毎年この日に戦没者追悼行事が行われている。戦没者追悼記念日、戦没者記念日、英霊記念日、休戦記念日等と日本語訳されることがある。
- Service At The Cenotaph (1919)
- Armistice Day At The Cenotaph (1937)
- Remembrance Sunday (1946)
- Queen Pays Homage Aka Queen At Cenotaph (1952)
- Royal family lead Britain's Remembrance Sunday tributes at Cenotaph service

## リメンブランス・ポピー
この日は、従軍したカナダの詩人ジョン・マクレーの詩「フランダースの野に」から、赤いヒナゲシの花（リメンブランス・ポピー）が戦没者の象徴とされ、そこからポピーデーとも呼ばれる。
退役軍人・戦没者福祉団体 ロイヤル・ブリティッシュ・リージョンへの募金者には、その返礼に造花の襟章が渡され、それを身に着ける慣例がある(この募金活動はポピー・アピールと呼ばれる)。バスなどの装飾にも使用される。
また、平和主義者は、同じ日に白いポピーをリメンブランス・ポピーの代わりか、もしくは一緒に身に着けている。

## イギリス以外の国・地域
この日にはイギリスとともに連合国として第一次世界大戦に参戦し勝利したフランスや、敗戦国のドイツでも同様の式典が行われる。しかしイギリスと同様に連合国として参戦し勝利した日本やイタリアでは記念日として扱われていない。
アメリカでは休戦記念日としてではなく、「戦時あるいは平時に兵役に服した存命中の退役軍人」を称えるベテランズ・デー（退役軍人の日、または復員軍人の日とも）として祝日となっている。

### 香港

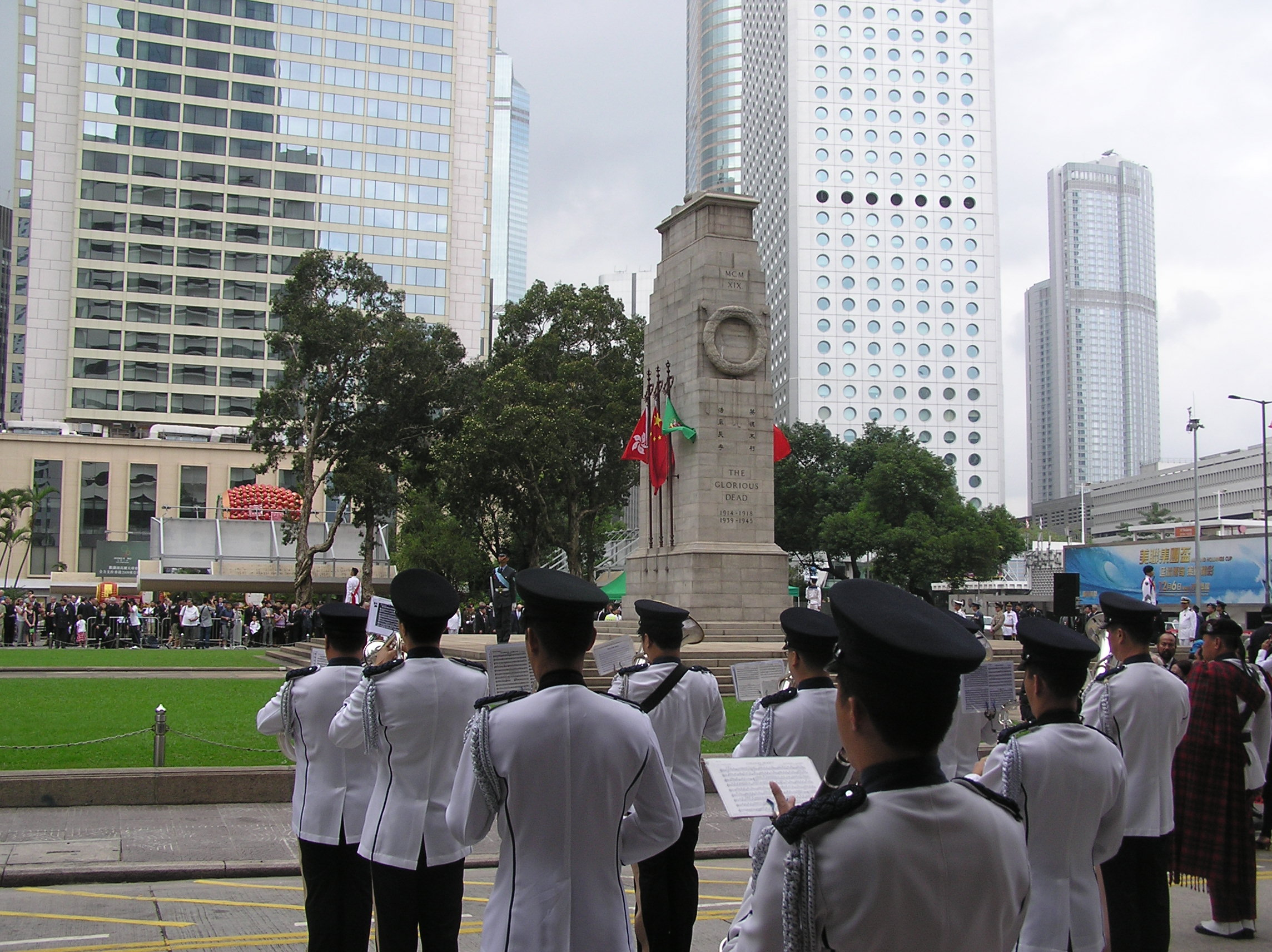
2009年香港和平紀念日

香港の「國殤紀念日（和平紀念日）」は、1919年以降毎年11月11日に行われ、第一次世界大戦の終結と平和の回復を記念するものであった。1945年の香港重光後、この記念日は11月の第2日曜日（別名「リメンブランス・サンデー」）に改められた。当日は、駐港英軍、香港軍事服務団、王立香港連隊は、駐港英軍の軍楽隊と共に兵営から中環の和平記念碑まで行進を行い、1996年までは香港総督および政府高官、駐軍司令、行政局議員、立法局議員、市政局議員、各業界団体代表が式典に参加し、記念碑への献花や戦没者の追悼を執り行った。
香港返還後、立法会は1998年9月9日に「1998年假期（修訂）条例草案」を可決し、これにより休日（公衆假期）としての「抗日戦争勝利紀念日（8月30日）」は廃止された。この日は、1997年7月1日以前は「重光紀念日」と呼ばれていた。その後、この休日は「仏誕」休日に置き換えられ、第二次世界大戦終結を記念する「重光紀念日」に関する追悼活動も毎年11月の第2日曜日に行われる「平和記念日」に統合された。毎年の記念活動は、香港退役軍人聯会によって主催され、中環の和平記念碑前で実施され、香港政府の官僚や複数の宗教指導者（聖公会、カトリック、東方正教会、仏教、道教、孔教、イスラーム、シク教）が出席する。儀式はコモンウェルス式に則り、「軍葬ラッパ（The Last Post）」の演奏とともに始まり、2分間の黙祷が行われた後、「起床ラッパ（Reveille）」が演奏される。その後、献花と祈り、「追憶の頌（Ode of Remembrance）」の朗読が行われる。式典は、香港警察楽隊が演奏を担当し、香港航空青年団、香港少年領袖団、香港海事青年団が儀仗を務める。また、香港聖ヨハネ救急隊、香港ガールスカウト総会、香港スカウト総会、香港航海学校も参加する。2023年より、出席する警察隊の行進が100年以上の歴史を誇るイギリス式行進から中国式に改められた。